# Augusto Simões Lopes
Augusto Simões Lopes (Pelotas, 15 de julho de 1880 - Rio de Janeiro, 15 de outubro de 1941) foi um político brasileiro.
Filho caçula do visconde da Graça e de sua segunda esposa Zeferina Antônia da Luz. Seu irmão, Ildefonso Simões Lopes, também fez parte da política do Brasil, tendo sido Ministro da Agricultura, deputado federal pelo estado do Rio Grande do Sul e estando presente na Revolução de 1930. E seu sobrinho João Simões Lopes Neto é considerado o maior autor regionalista do Rio Grande do Sul, pois procurou em sua produção literária valorizar a história do gaúcho e suas tradições.
Em 1901, iniciou o curso de direito pela Faculdade Livre de Direito de Porto Alegre, onde foi orador do Centro Acadêmico e ajudava na imprensa acadêmica. Em 1903, se transferiu para o Rio de Janeiro, onde concluiu seu curso na Faculdade França Carvalho, em 1905. Um ano após a graduação voltou à Pelotas, agora para exercer os cargos de advogado, promotor e suplente de juiz federal. Conjuntamente, ele auxiliava diversos jornais locais. Em 1907, se tornou professor da disciplina de direito marítimo na Academia de Comercio do Clube Caixeiral de Pelotas, instituição criada no mesmo ano.
Foi suplente de juiz federal e promotor público. Membro do Partido Republicano Rio-Grandense, foi prefeito municipal de Pelotas de 1924 a 1928, período no qual investiu fortemente em educação, tendo criado 20 escolas.
Após assumir o cargo, procurou restabelecer a tranquilidade política da cidade, uma vez que fora abalada pelo conflito entre os federalistas comandados por Joaquim Francisco de Assis Brasil e os republicanos de Antônio Augusto Borges, presidente do estado naquela época. 
Ao longo de sua gestão, ele aumentou os investimentos municipais no setor da educação e realizou obras de canalização de águas e esgotos, além de ter construído estradas e pontes. 
Em 1929, integrou a comissão que lançou as candidaturas de Getúlio Vargas e João Pessoa à presidência e à vice-presidência da República. Essa convenção foi realizada no Rio de Janeiro, no Palácio Tiradentes, e foi presidida pelo seu irmão Ildefonso. Nessa época, Augusto assumiu a presidência da União Republicana de Pelotas. 
Com a derrota da Aliança Liberal, começaram a articular, em diversos pontos do Brasil, o que viria a ser a Revolução de 1930. Augusto integrou a junta de Pelotas, partiu para Jaguarão, cidade localizada na fronteira com o Uruguai, buscando novas unidades do Exército que ali estavam. No Rio Grande do Sul a situação foi controlada, partindo para São Paulo e, depois, Rio de Janeiro, naquela época o Distrito Federal. 
Em 1932, Simões Lopes voltou ao cargo de prefeito de Pelotas. Um mês após tomar posse, quando se deu a Revolução Constitucionalista em São Paulo, ele manteve seu apoio a Getúlio Vargas.
Ele permaneceu na prefeitura até março de 1933. 
Foi eleito deputado federal (1933 a 1935), senador (1935 a 1937) e vice-presidente do Senado Federal.

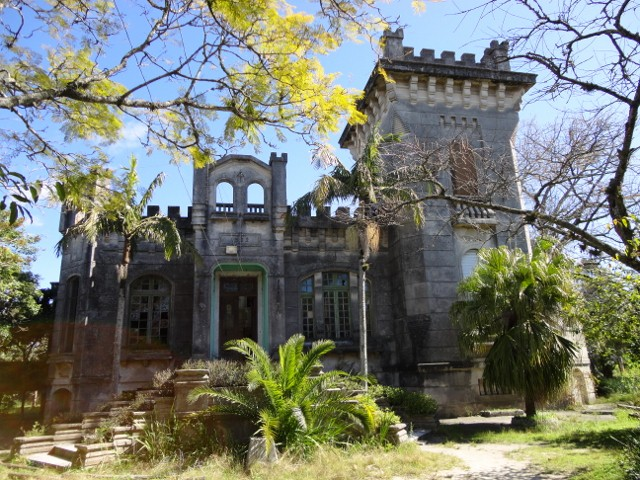
Castelo Simões Lopes

Construiu o chamado Castelo Simões Lopes em 1922, em Pelotas, projetado pelo arquiteto alemão Fernando Rullman, com mais de trinta peças, foi a primeira casa da cidade a ter calefação, importada da Suíça. A propriedade é considerada e chamada de castelo, pois é o maior casarão antigo da cidade, visto a influência e tradição dos Simões Lopes nas terras pelotenses. Embora não tenha o tamanho de um castelo fortificado ou de um palácio, tem todas todas as características de um solar. Foi adquirido pela Prefeitura Municipal de Pelotas em 1991 e hoje é uma atração turística na cidade.
Incentivador do esporte, foi presidente do Brasil de Pelotas, de 1917 a 1920, quando o time foi campeão do primeiro campeonato gaúcho de futebol.

## Descendência
Augusto Simões Lopes casou-se em Pelotas com Hilda Campello Duarte, com quem teve oito filhos.
Dentre eles: Paulo Duarte Simões Lopes, Laura Duarte Simões Lopes, Augusto Simões Lopes Júnior, Homero Duarte Simões Lopes, Suely Duarte Simões Lopes, Leda Duarte Simões Lopes, Ruy Duarte Simões Lopes e Clóvis Duarte Simões Lopes